# Family Guy: Stewie's Guide to World Domination
Family Guy: Stewie's Guide to World Domination (Padre de familia: La guía de Stewie para dominar el mundo) es un libro de humor estadounidense acerca de la serie Padre de familia fue escrito por el productor Steve Callaghan. El libro fue publicado por primera vez el 20 de octubre de 2005. La trama sigue los planes de Stewie Griffin en gobernar el mundo, a pesar de ser sólo un menor de edad.

## Argumento
Desde su nacimiento Lois y Stewie Griffin, Stewie ha mostrado sus intenciones de dominar el mundo, en la medida de almacenamiento de ametralladoras y otras armas en su dormitorio para el uso a su antojo. Al decidir la gente debe entender sus planes antes de que pueda llevarlas a cabo, él habla de su familia disfuncional y la sociedad de hoy en día en todas partes, así como explicar cómo ide tiene la intención de dominar el mundo, así como sus creencias personales sobre cuestiones tales como su familia , el amor, la paternidad, el trabajo, la cultura preescolar, el pop, la política, el juego y más.

## Recepción
HarperCollins comentó que "este libro es que el niño insoportable en todos nosotros, ansiosos por ir contra las costumbres de la vieja guardia o simplemente ganas de reír" Cuando se le preguntó en una entrevista a HarperCollins por qué escribió el libro, los comentarios Callaghan: "Bueno, como le digo a mis siervos, dominación verdadera sólo puede ser resultado de que lleva esta verdad simple en mente: la clave para ser capaz de dominar el mundo es entender el mundo que te rodea ".